# Armenska umetnost
Armenska umetnost je edinstvena oblika umetnosti, ki se je razvijala v zadnjih petih tisočletjih, v kateri je armensko ljudstvo živelo na Armenskem višavju. Armenska arhitektura in miniaturno slikarstvo sta prevladovala v armenski umetnosti in se skozi stoletja izkazala za dosleden razvoj . Druge oblike armenske umetnosti so kiparstvo, freska, mozaik, keramika, kovinski izdelki, graviranje in tekstil, zlasti armenske preproge.
Prazgodovinska Armenija je bila v železni dobi kultura Urartu, značilna po svojih zgodnjih kovinskih skulpturah, pogosto živalih. To regijo so, zlasti pozneje, pogosto zasedala velika cesarstva, ki so obdržala bližnje regije Perzije, Mezopotamije in Anatolije, vse to pa je imelo velik vpliv na armensko umetnost. Armenci so krščanstvo sprejeli zelo zgodaj in razvili lastno različico vzhodnokrščanske umetnosti z veliko uporabo ikon, armenskih miniatur v knjigah in zelo izvirno arhitekturo njihovih cerkva in samostanov. Prepoznavna armenska značilnost, ki je morda vplivala na srednjeveško umetnost Evrope, je bila priljubljenost figurativnih reliefnih rezbarij na zunanji strani cerkva, ki jih v Bizancu ne poznajo. Armenci so specializirani za umetnost in obrt, kot je tkanje preprog.

## Študij armenske umetnostne zgodovine
Študij armenske umetnosti se je začel v začetku 20. stoletja. Pomembna znanstvenika armenske umetnosti sta bila katoličan Garegin Hovsepian in profesor Sirarpie Der Nerséssian. V zadnjem času sta Jean-Michel Thierry in profesor Dickran Kouymjian vidna učenjaka armenske umetnosti.

## Arhitektura
Prve armenske cerkve so bile zgrajene v času svetega [[[Gregor I. Razsvetitelj|Gregorja Razsvetitelja]], pogosto so bile zgrajene na mestih uničenih poganskih templjev in so posnemale nekatere vidike armenske predkrščanske arhitekture.
Klasična in srednjeveška armenska arhitektura je razdeljena na štiri ločena obdobja.
Prvo obdobje, od 4. do 7. stoletja, se je začelo s prehodom Armenije v krščanstvo in končalo po arabskih vpadih v Armenijo. Zgodnje cerkve so bile večinoma preproste bazilike, nekatere s stranskimi apsidami. Do 5. stoletja se je tipični kupolasti stožec v središču začel široko uporabljati. Do 7. stoletja so bile zgrajene centralno načrtovane cerkve, oblikovali so se bolj zapleteni nišni oporniki in radialni Hrip'simé slog. V času arabskih invazij se je oblikovalo večino tega, kar danes poznamo kot klasično armensko arhitekturo.
Drugo obdobje je trajalo od 9. do 11. stoletja. Armenska arhitektura je doživela preporod pod pokroviteljstvom rodbine Bagratidov s številnimi stavbami, postavljenimi v regijah Ani in Vansko jezero: ti so vključevali tradicionalne sloge in novosti. V tem času so bili razviti ornamentirani armenski hačkarji . Zgrajena so bila nova mesta in cerkve, vključno z novo prestolnico ob Vanskem jezeru in stolnico na otoku Akdamar. V času te rodbine je bila dokončana tudi stolnica v Aniju. Ustanovljeni so bili prvi večji samostani, kot sta samostan Hagpat in samostan Haritčavank. To obdobje se je končalo z invazijo na Seldžukov.

## Miniature
Iluminiraniu rokopisi so nastajali v Armeniji predvsem med 5. in 17. stoletjem. Najvišja točka te umetnosti je povezana s 13. stoletjem in imenom Toros Roslin, ki velja za najvidnejšega srednjeveškega armenskega iluminatorja rokopisov. Večina rokopisov je bila izgubljena, znanstveni pristop k raziskovanju armenskim iluminiranih rokopisov pa je bil razvit šele v drugi polovici 20. stoletja.

## Skulpture
Vsaka kultura ima določen izvirni element, ki postane simbol celotne nacionalne kulture. V Armeniji je tak simbol hačkar, tako imenovani armenski križi, spomeniki, ki jih ne najdemo nikjer drugje na svetu. Besedo khačkar tvorita dve armenski korenini: khach (križ) in kar (kamen). Armenijo imenujejo 'država skal' in ima bogato dediščino v kiparstvu . Nekatere skulpture v državi segajo še pred oblikovanje Armenije kot naroda. Takšne skulpture so ustvarila cesarstva, ki so v regiji obstajala pred modernim obdobjem. Dober primer tega so hačkarji, starodavni verski kipi . Poleg teh starodavnih skulptur ima Armenija tudi veliko povojnih skulptur, ki prikazujejo vpliv sodobnega časa in tudi že sprejetih tujih tradicij.

## Freske, mozaiki in keramika
Keramika, mozaiki in freske so drugačna kategorija armenskih umetnin. Ustvarjanje porisanih artefaktov sega v čase Urartskega cesarstva, ki je obstajalo dolgo pred ustanovitvijo Armenije kot naroda. Zato je nekaj antične umetnosti deljene med več državami v regiji, ki so bile del Urartskega cesarstva. Medtem ko so bili dokazi o teh oblikah umetnosti realizirani z izkopavanji v državi, so bili njihovi ostanki rekonstruirani, s čimer so bili zagotovljeni fizični dokazi o tem, kako so izgledali.

## Kovinski izdelki in gravure
Armenija ima zgodovino izdelovanja gravur in kovinskih izdelkov, ki se prav tako štejejo za del umetnosti. Artefakte v tej kategoriji lahko razdelimo na kovance, srebro in zlato ter bron in kositran baker . Kovanci se nanašajo na kovino, ki je bila v starih časih zasnovana za trgovanje med Armenijo in njenimi sosedi, kot je bila Grčija. Po drugi strani pa sta bila zlato in srebro v stari Armeniji luksuzni kovini, ki so ju obdelovali na različne načine in za razne namene, kot so posode za pitje, medaljoni in kipi. Poleg tega so uporabljali tudi kositran baker in bron. Izkopavanja v državi so pokazala, da so bili uporabljeni za izdelavo gospodinjskih predmetov, orožja in celo kipov.

## Tekstil
Tekstil je še en del armenske umetnosti in je pomemben del njihovega gospodarstva, tako v starih kot današnjih časih. Eno najobsežnejših zbirk armenskega tekstila je mogoče najti v Armenskem muzeju Amerike.  V današnjem svetu so tekstilni izdelki iz Armenije glavni trgovinski material med Armenijo, Evropo in Ameriko.

### Armenske preproge
Izraz armenska preproga označuje, vendar ni omejen na vozlane preproge, tkane v Armeniji ali od Armencev od predkrščanskih časov do danes. Vključuje tudi številne ravne tkane tekstilije. Izraz zajema veliko različnih vrst in podvrst. Zaradi svoje notranje krhkosti od antike do poznega srednjeveškega obdobja ni skoraj nič ohranjenega - niti preproge niti drobci.
Tradicionalno so preproge v Armeniji že od antičnih časov uporabljali za prekrivanje tal, okrasitev notranjih sten, kavčev, stolov, postelj in miz. Preproge pogosto služijo kot vhodne zavese, okras za cerkvene oltarje in ogrinjala. V Armeniji so se začele razvijati kot del vsakodnevnega življenja, zato je bilo tkanje preprog in vozlanje teh nujni v vsaki armenski družini in je predvsem žensko delo . Armenske preproge so edinstvena "besedila", sestavljena iz ornamentov, kjer sveti simboli odražajo verovanja in verske predstave starodavnih prednikov Armencev in segajo stoletja v preteklost. Armenski izdelovalci preprog strogo ohranjajo tradicijo. Imitacija in predstavitev enega in istega ornament-ideograma v neomejenem številu različic slogov in barv vsebuje osnovo za ustvarjanje katere koli nove armenske preproge. Značilnost armenske preproge je zmaga spremenljivosti ornamentov, ki se poveča s široko paleto naravnih barv in odtenkov.

## Glasba in ples
Ples in glasba sta prav tako pomemben vidik armenske dediščine. Na začetku je armenska glasba sestavljala armensko cerkveno glasbo in ljudske pesmi, ki so temeljile na avtohtonem tonalnem sistemu (tetrakord) v nasprotju z evropskim tonskim sistemom. Vendar pa so v današnjem času na armensko glasbo vplivale tudi druge glasbene zvrsti, kar je povzročilo produkcijo sodobnih slogov v državi, kot so Hip Hop, Pop, Rock, med drugimi. Originalne armenske pesmi so spremljale armenski ples. Armenski ljudski ples je ena najstarejših praks prebivalcev te regije. Ples je celo prikazan v nekaterih starodavnih slikah na skalah.

## Sodobna umetnost
Leta 2015 je Armenija na Beneškem bienalu dobila Leone d'Oro za najboljši paviljon . Poleg zgoraj omenjenih umetniških kategorij ima Armenija tudi dobro razvito sodobno umetnost, ki jo nadzira Biennale Foundation. Fundacija je odgovorna za organizacijo razstav v državi, ki jih imenujejo umetniški bienale. Ime se uporablja tako, da razlikuje svoje razstave od drugih razstav, ki jih izvajajo različne organizacije. Institucija izvaja svoje dejavnosti od leta 1948 do danes.

## Umetniške galerije
- Cafesjianov muzej umetnost v Erevanu
- Armenska narodna galerija